# (2376) Martynov
(2376) Martynov (1977 QG3; 1937 TK; 1942 PC; 1948 QF; 1954 SC1; 1959 NC; 1969 ED2; 1970 LM; 1971 QK; 1974 CA1; 1975 FF; 1981 GK) ist ein ungefähr 41 Kilometer großer Asteroid des äußeren Hauptgürtels, der am 14. April 1978 vom russischen (damals: Sowjetunion) Astronomen Nikolai Stepanowitsch Tschernych am Krim-Observatorium (Zweigstelle Nautschnyj) auf der Halbinsel Krim (IAU-Code 095) entdeckt wurde.

## Benennung
(2376) Martynov wurde nach dem sowjetischen Astrophysiker Dmitri Jakowlewitsch Martynow (1906–1989) benannt, der Direktor des Sternberg-Instituts für Astronomie war.